# Sangari
|  | Aquest article tracta sobre una divinitat fluvial. Si cercau el riu, vegeu riu Sangari |

En la mitologia grega, Sangari (en grec antic: Σαγγάριος, llatí: Sangarius) va ser una divinitat fluvial, fill d'Oceà i de Tetis, segons diu Hesíode (Teogonia, 344), on l'anomena «el gran Sangari». És el déu del riu Sangari, que neix a Frígia i desemboca a Bitínia (Àsia Menor).
De vegades era considerat el pare d'Hècuba, a qui havia engendrat potser amb la nàiade Mètope o amb la nimfa Èunoe. També es diu que va ser pare d'un tal Alfeu, un frigi que va ensenyar a Atena els secrets de tocar la flauta. Enamorat d'ella, la va voler violar, però Zeus el va matar amb un llamp.
Una altra llegenda sobre Sangari és la que parla de la seva filla Nana i del naixement del déu Atis, que explica Pausànias.